# サム・スタブス
サム・スタブス（Sam Stubbs）ことサムエル・アラン・スタブス（Samuel Alan Stubbs、1998年11月20日）は、イングランド・リヴァプール出身のサッカー選手。エクセター・シティFC所属。ポジションはDF。

## クラブ経歴
スタブスはエヴァートンFCのユース退団後、2013年にウィガン・アスレティックFCの下部組織に加入した。2017年8月8日、EFLカップのブラックプールFC戦にてトップチームデビューを果たした。
2017年8月29日、クルー・アレクサンドラFCに6ヶ月の期間でレンタル移籍した。そして9月16日、エクセター・シティFC戦でリーグデビューした。2018年1月にウィガンに復帰し 、AFCフィルドに再度レンタルされた。
2017-18シーズン終了時、ウィガンから放出されたスタブスは、2018年7月1日、ミドルズブラFCに加入した。2019年1月31日、EFLリーグ2のノッツ・カウンティFCにシーズン終了までレンタル移籍した。
2019年8月、ハミルトン・アカデミカルFCにレンタル移籍した。ハミルトンから復帰した後はエールディヴィジのADOデン・ハーグに2019-20シーズン終了までレンタルされた。
2020年9月9日、フリートウッド・タウンFCに2年契約で移籍した。
2021年1月21日、エクセター・シティFCに移籍した。

## 人物
セルティックFCやエヴァートンFCで活躍したアラン・スタブスは実父。